# Международно-правовой статус Приднестровской Молдавской Республики

Флаг Приднестровской Молдавской Республики

В статье рассматривается международно-правовой статус Приднестровской Молдавской Республики. Республика является непризнанным государством, поскольку на данный момент не получила признания со стороны хотя бы одного государства-члена ООН. Государствами, признавшими независимость ПМР, являются Южная Осетия и Абхазия, которые сами не являются членами ООН и имеют ограниченное признание.
Молдова не признаёт ПМР государством, а рассматривает её как сепаратистскую организацию и марионеточное государство, которое незаконно захватило и удерживает молдавскую территорию. Де-факто контролируемые ПМР территории в соответствии с молдавским законодательством считаются временно оккупированными российскими войсками, эта позиция признаётся Парламентской ассамблеей Совета Европы.

## История
В 1990 году Приднестровская Молдавская Советская Социалистическая Республика была провозглашена на территории левобережной части, а также некоторых прилегающих правобережных территорий ССР Молдова в качестве правопреемника Молдавской АССР, существовавшей в составе Украинской ССР в 1924—1940 гг. Этот акт был немедленно признан недействительным тогдашним президентом СССР Михаилом Горбачёвым. 25 августа 1991 года Верховный Совет ПМССР принял «Декларацию о независимости ПМССР». Через два дня 27 августа 1991 года Верховный Совет Молдавской ССР принял закон № 691 «О декларации о независимости». После распада Советского Союза в декабре 1991 года Молдова стала независимой и была признана другими государствами в границах ССРМ (включая Приднестровье). Сторона ПМР отметила, что Декларация о независимости Республики Молдова не продумана в том, что признаёт закон СССР от 2 августа 1940 года «Об образовании союзной Молдавской ССР» недействительным. Сторона ПМР утверждает, что молдаване сами таким образом отказались от Приднестровья, так как его территория никогда не принадлежала ни Молдове, ни Румынии до создания МССР.
В 1992 году во время Приднестровского конфликта власти Республики Молдова присоединили к себе несколько приднестровских сёл с преимущественно молдавским населением.

## Государственность
ПМР обладает всеми необходимыми признаками государственности, важнейшим из которых является наличие системы органов государственной власти и управления, образуемой в установленном законом ПМР порядке.
В исследовании, проведённом Ассоциацией Юристов Нью-Йорка (Association of the Bar of the City of New York) заявляется, что ПМР не обладает государственностью ввиду его непризнанности, и является де-факто режимом.

## Законность

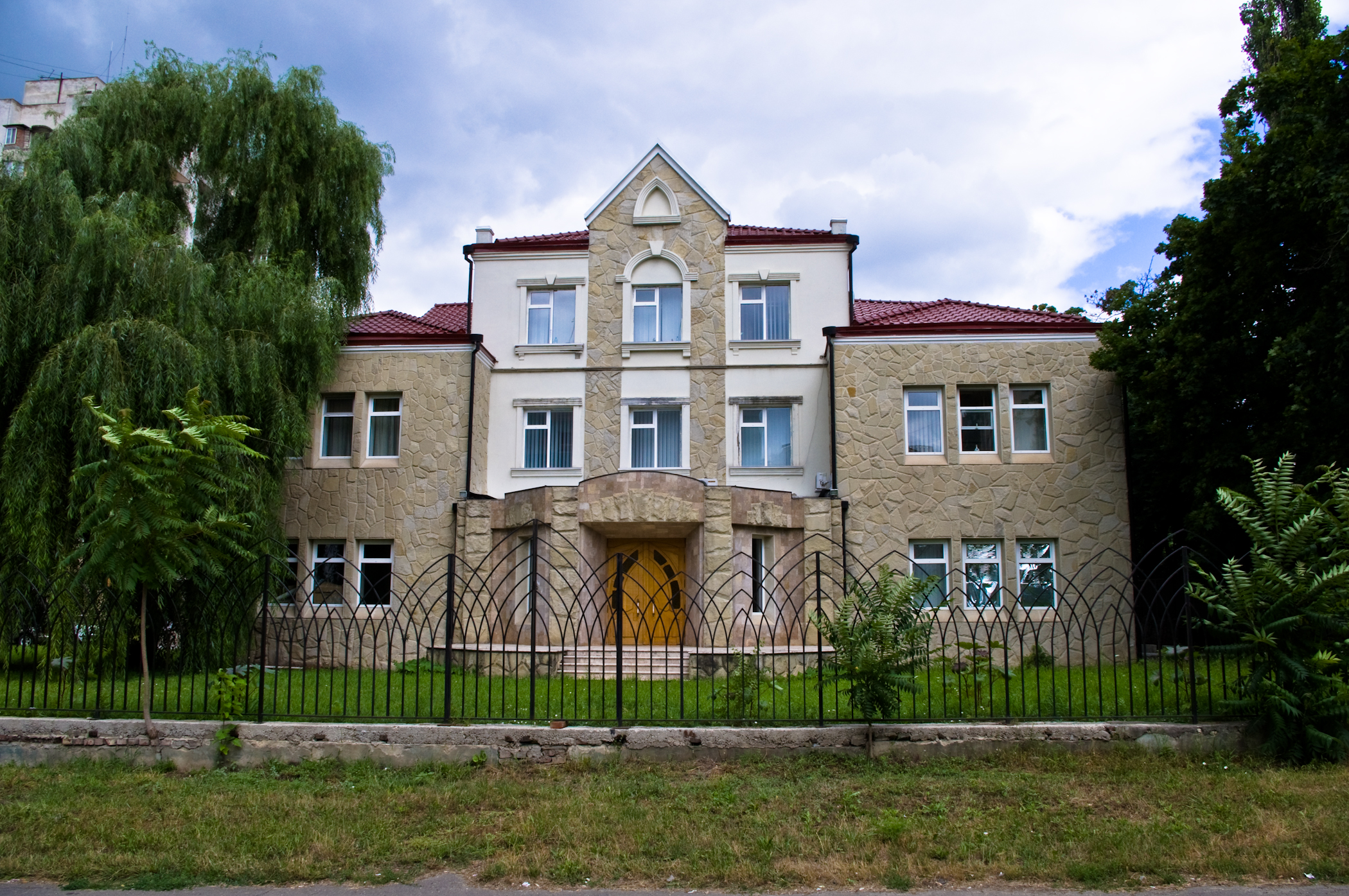
Министерство иностранных дел ПМР

Приднестровская Молдавская Советская Социалистическая Республика была провозглашена как советская республика в составе СССР на II-ом Чрезвычайном Съезде депутатов всех уровней Приднестровья, состоявшемся в Тирасполе 2 сентября 1990 года. 22 декабря 1990 года, президент СССР Михаил Горбачёв подписал указ «О мерах по нормализации обстановки в ССР Молдова», предписывавший распустить Гагаузскую республику и Приднестровскую Молдавскую Советскую Социалистическую Республику. 
25 августа 1991 года Верховный Совет ПМССР принял «Декларацию о независимости ПМССР», при этом на территории Приднестровья сохранялось действие Конституции СССР и законодательства СССР.
27 августа 1991 Верховный Совет ССР Молдовы принял закон № 691 «О декларации о независимости», который объявлял о выходе Республики Молдова из состава СССР. Закон не предоставлял Приднестровью права на самоопределение. 
Юристы ПМР выводят законность провозглашения независимости ПМР из того, что закон РМ «О декларации о независимости» объявлял незаконным и не имеющим юридической силы Пакт Молотова — Риббентропа, и, как следствие, принятый 2 августа 1940 года на VII сессии Верховного Совета СССР Закон об образовании союзной Молдавской Советской Социалистической Республики из частей территории Бессарабии и МАССР, включавшей современную территорию Приднестровья (без города Бендеры). По мнению юристов ПМР, из признания незаконным создание Молдавской ССР следовало признание незаконным и включение в её состав левобережной территории Приднестровья.
Исследование Ассоциации Юристов Нью-Йорка опровергает этот вывод, указав, что утеря законом юридической силы не означает возвращения существующей политической системы к состоянию на момент его утверждения, в особенности, когда закон обуславливает территориальные изменения. 
Позиция ПМР основана на том, что добровольно отказавшись быть правопреемником Молдавской ССР и вообще отрицая законность существования последней, Республика Молдова, признавшая историческую преемственность от Молдавского княжества (никогда не включавшего в себя левобережье Днестра), таким образом, стала новым государством на территории бывшей МССР, провозглашённым на основе права наций на самоопределение, а не на основе законодательства СССР, декларирующего суверенное право выхода любой союзной республики из состава СССР. На момент провозглашения независимости Республики Молдова не вся территория бывшей МССР была свободна от притязаний иных субъектов, поскольку за два дня до этого была принята Декларация о независимости Приднестровской Молдавской Республики, то есть иного субъекта, также обозначившего лишь свою историческую преемственность (от Молдавской АССР, входившей в состав УССР). Таким образом, оба государства, провозглашённые на территории бывшей МССР, добровольно отказались быть её правопреемниками, лишив себя права претендовать на суверенные границы МССР. Декларация о независимости Молдовы не содержит никаких юридически значимых обоснований для претензий этого государства на левобережную часть бывшей МССР, поскольку содержит лишь формулировку, что издавна населенное молдованами Приднестровье является составной частью исторической и этнической территории нашего народа. Даже если не принимать во внимание этнический состав населения Приднестровья и историческую взаимосвязь его территории с молдавскими государствами, так или иначе, не существует международных норм, позволяющих считать достаточным юридическим обоснованием территориальных претензий лишь этнические и исторические факторы.
Выступая 13 июня 2017 года в Оксфорде, президент ПМР Вадим Красносельский озвучил тезисы, подтверждающие официальную позицию. Был затронут вопрос правопреемства Республики Молдова от Молдавской ССР. По мнению Красносельского, существование ПМР не противоречит тому факту, что мировое сообщество признаёт независимость бывших союзных республик СССР в их границах, поскольку «при распаде СССР на основании решения парламента Молдовы уже не существовало МССР». Указывается, что власти Молдовы добровольно отказались признавать законность существования МССР, а потому при провозглашении независимости использовали не право союзной республики на выход из состава СССР, а право народов на самоопределение. Таким образом, по утверждению Красносельского, «современная Молдова вышла не только из состава СССР, но и из состава МССР, причём, это случилось ещё за год до распада Советского Союза. <...> И если уж признавать государства в границах Советского Союза, то надо признавать независимыми и Приднестровье, и Молдову». 
По мнению представителей ПМР, образование Приднестровской Молдавской Республики полностью соответствовало существовавшим на тот момент (1991 год) законам и требованиям международного права. Основой создания ПМР её сторонники называют гуманистические, гражданские и полиэтнические принципы, противопоставляя их националистическим мотивам образования Республики Молдова.

## Официальные позиции

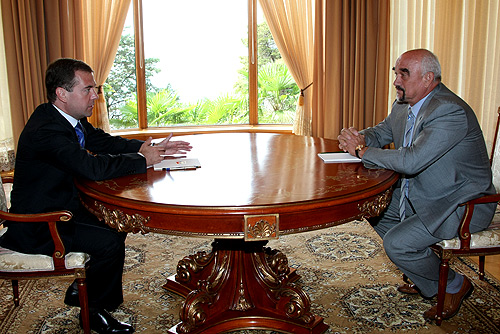
Переговоры президентов России и Приднестровья

Ни одно государство, входящее в ООН, не признаёт государственности и суверенности ПМР на подконтрольной ему территории, которая считается ими конституционной частью Республики Молдова. Тем не менее, после того как правительство Молдовы практически полностью потеряло контроль над Приднестровьем в результате Приднестровского конфликта, фактическая власть в регионе принадлежит органам управления ПМР. Законность власти Приднестровской Молдавской Республики признаёт только Содружество непризнанных государств, членом которого она является.

### Государства, официально признающие независимость ПМР
| Государство        | Дата признания                 | Примечание         |
| ------------------ | ------------------------------ | ------------------ |
| Республика Абхазия | 22 января 1993 года или ранее  | Взаимное признание |
| Южная Осетия       | 12 октября 1994 года или ранее | Взаимное признание |

## Легитимность
С момента провозглашения республики, её фактические власти провели 7 референдумов и по 6 раз — парламентские и президентские выборы. Выборы проводились на мажоритарной основе. Основываясь на результатах этих выборов, приднестровские источники заявляют, что власти Приднестровья избраны народом. Однако, большинство признанных государств и международных организаций, в частности, Молдова, Украина, Евросоюз и ОБСЕ, не признаёт законности этих выборов, ввиду непризнанности ПМР и, соответственно, законность сформированных по результатам выборов органов власти.
Проведённые властями ПМР социологические исследования показали, что преобладающее общественное мнение приднестровцев направлено на сохранение независимости от Молдовы.

## Протокол о взаимном признании действия на территории Приднестровья и Республики Молдова документов, выдаваемых компетентными органами сторон
16 мая 2001 года Президенты Приднестровья и Молдовы ратифицировали Протокол о взаимном признании действия на территории Приднестровья и Республики Молдова документов, выдаваемых компетентными органами Сторон. Настоящий протокол подтверждает взаимное признание на территории Приднестровья и Республики Молдова действия документов, выдаваемых компетентными органами сторон: водительские удостоверения, свидетельства о записи актов гражданского состояния, документы об образовании, удостоверения личности и т. п.
Фактически этот документ означает для граждан ПМР легитимность выданных им приднестровскими органами документов на территории иных стран на основании признания этих документов национальными документами Молдовы. В том числе, например, водительское удостоверение, выданное гражданину ПМР в ГАИ, обязано быть принято инспектором дорожного движения иного государства как национальное. В частности, в России, согласно ст. 44 Постановления Правительства РФ № 808 от 21.11.2001 г., в РФ лица, временно пребывающие на её территории, имеют право управлять транспортными средствами при наличии международного или иностранного национального водительского удостоверения, соответствующего требованиям Конвенции о дорожном движении 1968 года, записи в котором произведены или продублированы буквами латинского алфавита.